# 贺文涛
贺文涛（1922年5月1日—2017年9月30日），化名高山，男，河南临颍人，中华人民共和国政治人物。

## 生平
1937年10月参加革命工作，1938年3月30日加入中国共产党。参加革命后曾在延安陕北公学、中央党校学习。历任平泉、宁城县县长，承德市副市长，赤峰市市长等职。中华人民共和国成立后，历任东北计划委员会副处长，国家计划委员会副局长，吉林省计划委员会主任等职。1983年任中共吉林省顾问委员会委员。1987年4月离休。2017年9月10日16时在北京逝世，享年95岁。